# Тім Сільвія
Ті́моті Дін Сі́львія (англ. Timothy Deane Sylvia; 5 березня 1976, Еллсворт, Мен, США) — американський спортсмен, спеціаліст зі змішаних бойових мистецтв. Дворазовий чемпіон світу зі змішаних бойових мистецтв у важкій ваговій категорії за версією UFC (2003, 2006—2007 роки).
Першого успіху Сільвія досягнув у 2002 році, коли виграв одноденний турнір-вісімку «Extreme Challenge» в Юті та дводенний турнір з диференційованою системою відсіву бійців «Superbrawl» на Гаваях. Ці перемоги зробили його ім'я відомим.
Розквіт бійцівської кар'єри Тіма Сильвії припадає на середину 2000-х років, коли він перейшов від виступів у регіональній лізі змішаних єдиноборств «Extreme Challenge» до змагань за світову першість в Абсолютному бійцівському чемпіонаті. Перебуваючи під тренерською опікою авторитетного Пета Мілетича, Сільвія двічі здобував титул чемпіона світу. Маючи видатні габарити, Тім вирізнявся з-поміж більшості бійців свого дивізіону доволі незграбною манерою бою, яка, втім, не позначалась на його результативності — більшу частину змагань Сільвія вигравав нокаутом. Свій чемпіонський пояс, здобутий у бою з Рікко Родрігесом, Сільвія вперше здав через стероїдний скандал — після чергового захисту титулу у крові чемпіона були виявлені анаболічні стероїди. Спроба повернути титул у бою проти Френка Міра завершилась для Сильвії важкою травмою руки (складний перелом від важеля на лікоть, застосованого Міром). Ця травма на довгий час вивела бійця з гри. Вдруге відвойований (у протистоянні із Андрієм Арловським) і двічі захищений (проти Арловського та Джеффа Монсона) титул був відібраний суддівським рішенням, яким завершився складний бій із багаторазовим чемпіоном зі змішаних єдиноборств — Ренді Кутюром. Після невдалої спроби втретє здобути чемпіонство, Тім Сільвія залишив UFC.
За межами чемпіонату UFC Сільвія швидко втратив форму і клас. Початку занепаду його кар'єри сприяли дві швидкі поразки поспіль: Федору Ємельяненко (36 секунд, підкоренням) та Рею Мерсеру (9 секунд, нокаутом). Після цього колишній чемпіон світу перейшов до виступів у локальних турнірах та пробував себе у реслінгу, рівень його спортивної опозиції значно знизився.
У 2012—2013 роках Сільвія мав серію поразок у боях за межами США. Зокрема він програв нокаутом у четвертому бою з Андрієм Арловським (бій визнали таким, що не відбувся через футбольний удар з боку Андрія).

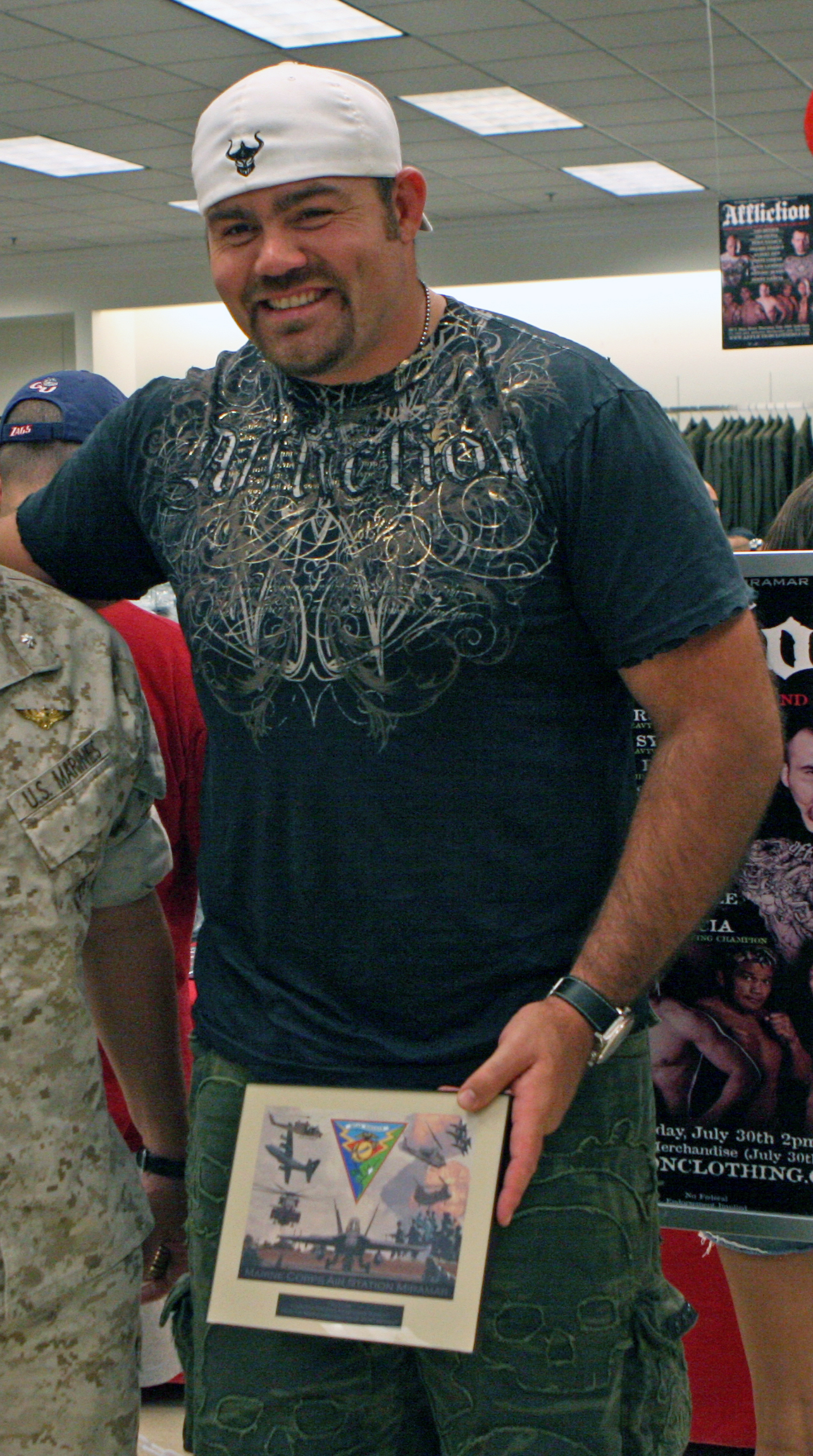
Тім Сильвія, 2009 рік.

## Статистика в змішаних бойових мистецтвах
| Результат   | Противник               | Вага         | Спосіб                                        | Раунд | Час  | Дата              | Місце               | Подія                               | Примітки |
| ----------- | ----------------------- | ------------ | --------------------------------------------- | ----- | ---- | ----------------- | ------------------- | ----------------------------------- | --- |
| Поразка     | Руслан Маґомєдов        | 93-120 кг    | Рішення суддів (одностайне)                   | 3     | 5:00 | 26 жовтня 2013    | Москва, Росія       | «FN: Битва за Москву 13»            | |
| Поразка     | Тоні Джонсон            | 93-120 кг    | Технічний нокаут (рішення лікаря)             | 3     | 3:25 | 31 травня 2013    | Маніла, Філіппіни   | «One FC 9»                          | |
| Поразка     | Сатосі Ісії             | 93-120 кг    | Рішення суддів (одностайне)                   | 3     | 5:00 | 31 грудня 2012    | Токіо, Японія       | «IGF: Inoki-Bom-Ba-Ye»              | |
| Не відбувся | Андрій Арловський       | 93-120 кг    | Рішення організаторів                         | 2     | 1:42 | 31 серпня 2012    | Маніла, Філіппіни   | «One FC 5»                          | Арловський порушив правила нанесення ударів у партері. Бій визнали таким, що не відбувся.                                         |
| Перемога    | Ренді Сміт              | 93-120 кг    | Технічний нокаут (удари кулаками)             | 1     | 0:16 | 16 червня 2012    | Льюістон, США       | «NEF Fight Night 3»                 | |
| Перемога    | Андреас Краніотакес     | 93-120 кг    | Рішення суддів (одностайне)                   | 3     | 5:00 | 5 листопада 2011  | Молін, США          | «ProElite: Big Guns»                | |
| Перемога    | Патрік Баррентін        | понад 120 кг | Технічний нокаут (удари кулаками)             | 1     | 2:09 | 20 серпня 2011    | Рокфорд, США        | «Fight Tour»                        | |
| Поразка     | Ейб Вагнер              | понад 120 кг | Технічний нокаут (удари кулаками)             | 1     | 0:32 | 28 січня 2011     | Канзас-Сіті, США    | «Titan Fighting Championship 16»    | |
| Перемога    | Вінс Люсеро             | понад 120 кг | Підкорення (удари кулаками)                   | 1     | 2:44 | 11 грудня 2010    | Міннесота, США      | «Extreme Challenge 170»             | |
| Перемога    | Пол Буентелло           | понад 120 кг | Нокаут (удар кулаком)                         | 2     | 4:57 | 14 серпня 2010    | Ервайн, США         | «PWP: War on the Mainland»          | |
| Перемога    | Маріуш Пудзяновський    | понад 120 кг | Підкорення (удари кулаками)                   | 2     | 1:43 | 21 травня 2010    | Вустер, США         | «Moosin: God of Martial Arts»       | |
| Перемога    | Джейсон Райлі           | понад 120 кг | Технічний нокаут (удари кулаками)             | 1     | 2:32 | 18 вересня 2009   | Каунсіл Блаффс, США | «Adrenaline MMA 4»                  | |
| Поразка     | Рей Мерсер              | понад 120 кг | Нокаут (удар кулаком)                         | 1     | 0:09 | 13 червня 2009    | Бірмінгем, США      | «Adrenaline MMA 3»                  | |
| Поразка     | Федір Ємельяненко       | 93-120 кг    | Підкорення (удушення руками)                  | 1     | 0:36 | 19 липня 2008     | Анахайм, США        | «Affliction: Banned»                | Бій за титул чемпіона у важкій ваговій категорії.                                                                                 |
| Поразка     | Антоніу Родріґу Ноґейра | 93-120 кг    | Підкорення (удушення руками)                  | 3     | 1:28 | 2 лютого 2008     | Лас-Вегас, США      | «UFC 81»                            | Бій за титул тимчасового чемпіона у важкій ваговій категорії. Виграв премію «Бій вечора».                                         |
| Перемога    | Брендон Вера            | 93-120 кг    | Рішення суддів (одностайне)                   | 3     | 5:00 | 21 жовтня 2007    | Цинциннаті, США     | «UFC 77»                            | |
| Поразка     | Ренді Кутюр             | 93-120 кг    | Рішення суддів (одностайне)                   | 5     | 5:00 | 3 березня 2007    | Колумбус, США       | «UFC 68»                            | Втратив титул чемпіона у важкій ваговій категорії.                                                                                |
| Перемога    | Джефф Монсон            | 93-120 кг    | Рішення суддів (одностайне)                   | 5     | 5:00 | 18 листопада 2006 | Сакраменто, США     | «UFC 65»                            | Захистив титул чемпіона у важкій ваговій категорії.                                                                               |
| Перемога    | Андрій Арловський       | 93-120 кг    | Рішення суддів (одностайне)                   | 5     | 5:00 | 8 липня 2006      | Анахайм, США        | «UFC 61»                            | Захистив титул чемпіона у важкій ваговій категорії.                                                                               |
| Перемога    | Андрій Арловський       | 93-120 кг    | Технічний нокаут (удари кулаками)             | 1     | 2:43 | 15 квітня 2006    | Анахайм, США        | «UFC 59»                            | Виграв титул чемпіона у важкій ваговій категорії.                                                                                 |
| Перемога    | Ассуеріу Сілва          | 93-120 кг    | Рішення суддів (одностайне)                   | 3     | 5:00 | 16 січня 2006     | Лас-Вегас, США      | «UFC Fight Night 3»                 | |
| Перемога    | Трейсі Теллігмен        | 93-120 кг    | Нокаут (удар ногою)                           | 1     | 4:59 | 20 серпня 2005    | Лас-Вегас, США      | «UFC 54»                            | |
| Перемога    | Майк Блок               | 93-120 кг    | Технічний нокаут (удари кулаками)             | 1     | 1:26 | 21 травня 2005    | Колумбус, США       | «IFC: Caged Combat»                 | |
| Поразка     | Андрій Арловський       | 93-120 кг    | Підкорення (больовий прийом на ногу)          | 1     | 0:47 | 5 лютого 2005     | Лас-Вегас, США      | «UFC 51»                            | Бій за титул тимчасового чемпіона у важкій ваговій категорії.                                                                     |
| Перемога    | Вес Сімс                | 93-120 кг    | Технічний нокаут (удари кулаками)             | 1     | 1:32 | 12 грудня 2004    | Гонолулу, США       | «Superbrawl 38»                     | |
| Поразка     | Френк Мір               | 93-120 кг    | Технічне підкорення (больовий прийом на руку) | 1     | 0:50 | 19 червня 2004    | Лас-Вегас, США      | «UFC 48»                            | Бій за титул чемпіона у важкій ваговій категорії.                                                                                 |
| Перемога    | Ґен МакҐі               | 93-120 кг    | Технічний нокаут (удари кулаками)             | 1     | 1:54 | 26 вересня 2003   | Лас-Вегас, США      | «UFC 44»                            | Захистив титул чемпіона у важкій ваговій категорії. Після бою Сильвія був викритий у використанні стероїдів і позбавлений титулу. |
| Перемога    | Рікко Родрігес          | 93-120 кг    | Технічний нокаут (удари кулаками)             | 1     | 3:09 | 28 лютого 2003    | Атлантик-Сіті, США  | «UFC 41»                            | Виграв титул чемпіона у важкій ваговій категорії.                                                                                 |
| Перемога    | Уеслі Коррейра          | 93-120 кг    | Технічний нокаут (рішення кутового)           | 2     | 1:43 | 27 вересня 2002   | Анкасвілль, США     | «UFC 39»                            | |
| Перемога    | Джефф Герлік            | 93-120 кг    | Технічний нокаут (удари кулаками)             | 1     | 3:17 | 27 липня 2002     | Тама, США           | «Extreme Challenge 48»              | |
| Перемога    | Майк Уайтхед            | 93-120 кг    | Технічний нокаут (удари кулаками)             | 1     | 2:38 | 27 квітня 2002    | Гонолулу, США       | «Superbrawl 24» (фінал)             | Виграв турнір «Superbrawl». |
| Перемога    | Джейсон Ламберт         | 93-120 кг    | Технічний нокаут (удари кулаками)             | 2     | 4:13 | 27 квітня 2002    | Гонолулу, США       | «Superbrawl 24» (1/2 фіналу)        | |
| Перемога    | Бойд Боллард            | 93-120 кг    | Нокаут (удар коліном)                         | 1     | 3:21 | 27 квітня 2002    | Гонолулу, США       | «Superbrawl 24» (1/4 фіналу)        | |
| Перемога    | Майк Уайтхед            | 93-120 кг    | Технічний нокаут (удари кулаками)             | 1     | 3:46 | 26 квітня 2002    | Гонолулу, США       | «Superbrawl 24» (1/8 фіналу)        | |
| Перемога    | Метт Фреммблінг         | 93-120 кг    | Рішення суддів (одностайне)                   | 2     | 5:00 | 16 березня 2002   | Орем, США           | «Extreme Challenge 47» (фінал)      | Виграв турнір «Extreme Challenge».                                                                                                |
| Перемога    | Джино де ля Крус        | 93-120 кг    | Технічний нокаут (удари кулаками)             | 1     | 0:43 | 16 березня 2002   | Орем, США           | «Extreme Challenge 47» (1/2 фіналу) | |
| Перемога    | Ернест Хендерсон        | 93-120 кг    | Технічний нокаут (удари кулаками)             | 1     | 0:36 | 16 лютого 2002    | Орем, США           | «Extreme Challenge 47» (1/4 фіналу) | |
| Перемога    | Грег Вікен              | 93-120 кг    | Підкорення (удушення руками)                  | 3     | 2:20 | 17 листопада 2001 | Давенпорт, США      | «Extreme Challenge Trials»          | |
| Перемога    | Бен Ротвелл             | 93-120 кг    | Рішення суддів (одностайне)                   | 3     | 5:00 | 24 серпня 2001    | Давенпорт, США      | «Extreme Challenge 42»              | |
| Перемога    | Грег Вікен              | 93-120 кг    | Технічний нокаут (рішення кутового)           | 1     | 5:00 | 2 червня 2001     | Блумінгтон, США     | «UW: Ultimate Fight Minnesota»      | |
| Перемога    | Гейб Б'юперті           | 93-120 кг    | Підкорення (удушення руками)                  | 2     | 4:16 | 7 квітня 2001     | Фраєнт, США         | «Gladiator Challenge 3»             | |
| Перемога    | Ренді Дюрент            | 93-120 кг    | Технічний нокаут (удари кулаками)             | 1     | 2:05 | 19 січня 2001     | Атлантик-Сіті, США  | «IFC: Battleground 2001»            | |